# Services de renseignement syriens
Les services de renseignement syriens, ou services secrets syriens, appelés communément « forces de sécurité » ou mukhabarat (en arabe : مخابرات, informateurs) ont une place essentielle dans le fonctionnement du régime baasiste sous Hafez el-Assad — qui les met en place avec l'aide d'Alois Brunner — puis Bachar el-Assad. Ils sont connus pour former un appareil répressif d’une grande efficacité, exercer une surveillance et un contrôle puissants sur l'ensemble de la société civile, en toute immunité. Les arrestations arbitraires, disparitions forcées et la torture dans les centres de détention dirigés par les différentes branches des services de renseignement syriens sont des pratiques systématiques,,,,.
Divisés en quatre organisations, les services de renseignement sont dirigés par le directeur du Bureau de la sécurité nationale syrienne. Le général Ali Mamlouk occupe ce poste de juillet 2012 jusqu'à son remplacement par Hussam Louka, en poste en 2023. Tous deux sont placés sous sanctions internationales, Ali Mamlouk fait en outre l'objet de mandats d'arrêt internationaux,,,.
Les services de renseignements surveillent l'ensemble de la population civile, les différents corps armés, les journalistes étrangers (parfois arrêtés, emprisonnés, voire assassinés tout comme leurs confrères syriens), ainsi que les diplomates et personnes se rendant en Syrie ou étant en contact avec des militants syriens exilés. Ils constituent une base essentielle permettant au régime de réprimer toute contestation et de se maintenir au pouvoir,.
Après la chute du régime Assad, ils sont dissous par le gouvernement de transition mené par Ahmed al-Charaa.

## Histoire
Ces services sont mis en place alors qu'Hafez el-Assad s'empare du pouvoir lors d'un coup d’État en 1970. Hafez el-Assad est aidé par Alois Brunner, ancien responsable nazi et bras droit d'Adolf Eichmann, exilé en Syrie, pour la mise en place de ces services. C'est ce dernier qui forme tous les responsables des services de renseignements, y compris aux techniques d'interrogatoire et de torture. À la mort d'Hafez, son fils, Bachar el-Assad, hérite d’un « appareil de terreur et de secret (qui) n’a cessé de se perfectionner » pendant 30 ans, solidement installé à tous les niveaux du pouvoir, et qui contrôle jusqu’aux moindres détails la vie quotidienne des Syriens. « Complexe, divisé en nombreuses branches qui toutes se surveillent et s’épient, fonctionnant sur la base du cloisonnement absolu, cet appareil s’érige sur un principe : tenir le pays par l’usage d’une terreur sans limites. »,,,.
Après la chute du régime Assad, les services de renseignement syriens sont dissous par le gouvernement de transition mené par Ahmed al-Charaa.

## Méthodes et fonctionnement

### Organisation des différents services
Les services secrets syriens, dénommés de manière générique, « renseignements » ou « services de sécurité », sont composés de 4 organisations, elles-mêmes divisées en de nombreuses branches :
- Direction générale de la Sécurité, ou Idarat al-Amn al-Amm, régulièrement appelée par son ancien nom, « Sécurité d’État » (ou « Sûreté d’État »)
- Service de renseignement de l'armée de l'air, ou Idarat al-Mukhabarat al-Jawiyya
- Direction de la sécurité politique, ou Idarat al-Amn al-Siyasi
- Direction du renseignement militaire, ou Shu'bat al-Mukhabarat al-Askariyya[17]

Les Syriens qui sont arrêtés ou victimes de disparition forcée ne savent généralement pas précisément à quel service ils ont affaire. Leurs proches s'adressent, le plus souvent en vain, aux différents services afin d'essayer d'obtenir des informations, contre de l'argent, mais avec la crainte de disparaître à leur tour,.
Les branches des services de renseignement, qui comportent des « centres d'investigations » (interrogatoires où la torture est systématiquement employée) et des prisons secrètes, sont numérotées, et plusieurs d'entre elles sont devenues « tristement célèbres » avec des surnoms populaires, telles la Branche 235, dite Branche Palestine, la branche 251, dite Branche al-Khatib, ou la branche 215, surnommée « Branche de la mort ».
Selon The National, « les responsabilités de la myriade d'agences de renseignement syriennes sont vagues et se chevauchent », ce qui conduit les différents services à se surveiller les un les autres en même temps qu'ils répriment la population et la société civile. 

### Prisons
Les centres de détentions gérés par les services sont réputés parmi les pires au monde, notamment pendant la guerre civile syrienne, pendant laquelle des millions de Syriens sont surveillés et arrêtés ou enlevés, civils (étudiants, médecins, infirmiers, journalistes, militants...) mais aussi militaires (soupçonnés de vouloir déserter ou de soutenir le soulèvement révolutionnaire). À cette période, le nombre de prisonniers politiques et de détenus d'opinion, déjà très important, explose littéralement, ainsi que le nombre d'arrestations arbitraires et disparitions forcées, l'usage systématique de la violence et de la torture est largement décrit et documenté, reconnu comme un crime contre l'Humanité par l'ONU, la justice allemande et de nombreuses ONG,,,,.

### Diplomatie
Les services secrets syriens surveillent les Syriens exilés à l'étranger, via leurs ambassades, et ils surveillent également les diplomates étrangers en Syrie. En 2011, un diplomate français explique à la journaliste Sofia Amara, en reportage en Syrie, qu'il pense sa ligne sur écoute, que ses collègues et lui sont suivis et surveillés dans leurs déplacements, que la « valise diplomatique à destination de Paris fait parfois l'objet d'une fouille discrète de la part des services syriens, en violation des règles du droit diplomatique »,.

## Justice
Des sanctions internationales et mandats d'arrêts internationaux sont mis en place après le témoignage et les plaintes de réfugiés Syriens en Europe.
En 2019, deux anciens agents des renseignements, dont Anwar Raslan, un haut gradé, sont arrêtés en Allemagne. En 2020, leur procès s'ouvre à Coblence. Raslan est inculpé de 58 chefs d'accusation, dont des crimes contre l'humanité, actes de torture, viol et sévices sexuels ; reconnu coupable de crime contre l'humanité, dont le meurtre d'au moins 27 détenus, en janvier 2022, il est condamné à la prison perpétuité en Allemagne par la Haute cour régionale de Coblence.